# Cocody
Cocody ist eine Stadt im Bezirk Abidjan im Süden der Elfenbeinküste. Vor der 2002 durchgeführten Dezentralisierung war Cocody ein Stadtteil der damaligen Stadt Abidjan (heutiger Bezirk).

## Infrastruktur
Cocody weist eine Fläche von 64 km² auf und hatte im Jahre 1998 gemäß der nationalen Wahlbehörden 251.741 Einwohner. Es gilt als ausgesprochen gute Wohnlage. In den feinen Wohnquartieren an der Riviera der Ébrié-Lagune sowie auch in den jüngeren Quartieren von Deux Plateaux residieren vor allem Diplomaten, Regierungsbeamte und die Reichen. Entsprechend ist das Bild von großzügigen Villen und Landsitzen im sogenannten Kolonialstil geprägt, wofür die Stadt in Architekturkreisen bekannt ist. Die Präsidentenresidenz befindet sich ebenfalls hier und nicht in der Hauptstadt Yamoussoukro.
Außerdem befindet sich in Cocody die staatliche Universität Félix Houphouët-Boigny sowie einige private Hochschulen. Weitere bekannte Unternehmen mit Sitz in Cocody sind der staatliche Rundfunk, Radiodiffusion-Télévision ivoirienne (RTI), und das Hotel Ivoire, dem einzigen Hotel Afrikas mit einer Eisbahn, das Institut Pasteur, welches 1972 gegründet worden war und eine immense zweistöckige Markthalle, in welcher alles angeboten wird, was es an afrikanischem Handwerk zu kaufen gibt.

Lage Cocodys innerhalb des Bezirks Abidjan

## Geschichte
Die Präsidentenresidenz von Laurent Gbagbo wurde im Zuge der Regierungskrise 2010/2011 ab dem Morgen des 1. April von Einheiten der Forces républicaines de Côte d’Ivoire belagert.
Auch die Zentrale des staatlichen Rundfunks, RTI, wurde während der Regierungskrise hart umkämpft.

## Kultur

### Film
Die Stadt inspirierte Alain Poiré und Christian-Jaque zum 1964 mit Jean Marais, Philippe Clay und Liselotte Pulver gedrehten Film Le gentleman de Cocody.

### Musik
Der Song Cocody Rock des aus der Elfenbeinküste stammenden Reggae-Sängers Alpha Blondy handelt von Cocody.

## Städtepartnerschaft
- Alfortville

## Söhne und Töchter der Stadt
- Bernard Allou (* 1975), ivorischer Fußballspieler
- Shado Chris (* 1987), ivorischer Musiker
- Karl Konan (* 1995), ivorisch-französischer Handballspieler